# 與媒體對抗 (網站)
與媒體對抗為一臺灣網站，簡稱媒抗。該網站成立之最初目的是因應八掌溪事件時臺灣媒體的不當行為，而後內容則多針對臺灣媒體亂象。主要內容本為踢爆台灣媒體的假新聞，後逐漸變成批判「統媒」的網上平台。

## 歷史
- 2000年8月，《台灣茶黨》（taiwantp.net）成立《與媒體對幹》討論版，是《與媒體對抗》網站前身。
- 2003年4月，《與媒體對幹》討論版獨立成《與媒體對抗》網站，域名「台灣社會力網路平台」（socialforce.org）開始啟用。
- 2006年11月，《與媒體對抗》30位發起人向內政部申請成立「社團法人台灣社會力會社」，簡稱「力社」。力社發起人會議初步決議，力社主要負責籌措《與媒體對抗》經費，及協助《與媒體對抗》各類活動之後勤工作。
- 2007年3月17日，《與媒體對抗》正式向內政部登記成立“力社”。
- 2008年10月23日，為解決Google搜尋誤認《與媒體對抗》有欺騙搜尋引擎之嫌疑而導致搜尋引擎無法順利搜尋到站內文章，《與媒體對抗》將過去曾註冊但未取消的網址socialforce.org、socialforce.tw、anti-media.tw全部註銷，改使用唯一之網址socialforce.net。
- 2009年5月3日，力社召開第一次臨時會員大會討論力社解散案，贊成票35票，反對票0票，通過力社解散。
- 2009年6月11日，《與媒體對抗》被疑似中國駭客侵入，首頁被植入五星紅旗，所有網頁資料被破壞，處於掛站情況，掛站超過40天仍不能復站，網管危機處理能力頗受質疑。
- 2009年7月，《與媒體對抗》網管及擁護者成立《媒抗加油站》（www.socialforce.cc），簡稱《媒油》。
- 2009年9月30日，《與媒體對抗》復站，並以擴大經營規模為由改名為《TaiwanOnline》（taiwanonline.cc）。